# Snowboarding na Zimowej Uniwersjadzie 2025
Snowboard na Zimowej Uniwersjadzie 2025 odbył się w dniach 12–22 stycznia 2025 w Bardonecchia. Zawodnicy rywalizowali w dziesięciu konkurencjach – pięciu męskich i pięciu żeńskich.

## Zestawienie medalistów

### Kobiety
| Data        | Konkurencja       | Złoto              | Srebro         | Brąz              |
| ----------- | ----------------- | ------------------ | -------------- | ----------------- |
| 14 stycznia | Snowboardcross    | Camille Poulat     | Margaux Herpin | Marika Savoldelli |
| 17 stycznia | Slopestyle        | Tinkara Tanja Valc | Amy McCarthy   | Abril Casco       |
| 19 stycznia | Big Air           | Tinkara Tanja Valc | Holly Smith    | Amy McCarthy      |
| 21 stycznia | Gigant równoległy | Carmen Kainz       | Elisa Fava     | Noa Kanazawa      |
| 22 stycznia | Slalom równoległy | Elisa Fava         | Carmen Kainz   | Martina Ankele    |

### Mężczyźni
| Data        | Konkurencja       | Złoto           | Srebro         | Brąz                 |
| ----------- | ----------------- | --------------- | -------------- | -------------------- |
| 14 stycznia | Snowboardcross    | Quentin Sodogas | Bernat Ribera  | Umito Kirchwehm      |
| 17 stycznia | Slopestyle        | Noé Petit       | Thom Vogel     | Liam Garandel        |
| 19 stycznia | Big Air           | Ryoji Fujiya    | Noé Petit      | Moritz Breu          |
| 21 stycznia | Gigant równoległy | Terweł Zamfirow | Junho Ma       | Fabian Lantschner    |
| 22 stycznia | Slalom równoległy | Matthäus Pink   | Simon Dorfmann | Aleksander Kraszniak |

## Tabela medalowa
*   Gospodarz ( Włochy)
| Miejsce | Reprezentacja | Złoto | Srebro | Brąz | Razem |
| ------- | ------------- | ----- | ------ | ---- | ----- |
| 1       | Francja       | 2     | 1      | 0    | 3     |
| 2       | Hiszpania     | 0     | 1      | 0    | 1     |
| 3       | Niemcy        | 0     | 0      | 1    | 1     |
| 3       | Włochy        | 0     | 0      | 1    | 1     |
| Razem   | Razem         | 2     | 2      | 2    | 6     |